# Атина (ном)
Вижте пояснителната страница за други значения на Атина.
Атина е ном в Гърция с административен център столицата на страната Атина.
Има население от 2 664 776 жители (2001 г.) и обща площ от 361 км², което го прави най-населения и най-гъсто населения ном и предпоследния ном по площ.
Граничи с номите Източна Атика на североизток, изток и югоизток, Западна Атика на северозапад и Пирея на запад.